# Premiul Lenin pentru Pace
Premiul Lenin pentru Pace a fost o distincție internațională instituită la 20 decembrie 1949 de Sovietul Suprem al URSS, cu ocazia aniversării celei de-a 70-a zi de naștere a lui Stalin.
În anul 1961 între laureații Premiului Lenin pentru Pace s-au numărat Fidel Castro și Mihail Sadoveanu.